# جوناثان روزنباوم (ناقد سينمائي)

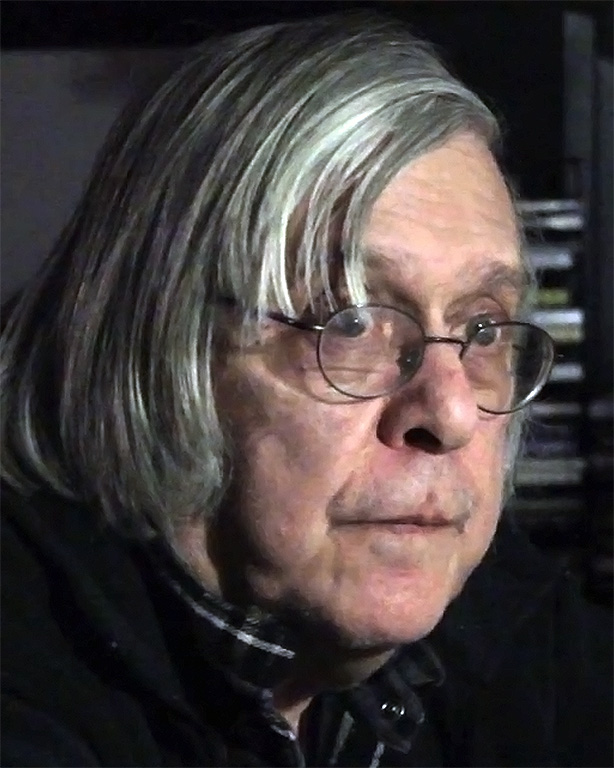
جوناثان روزنباوم

جوناثان روزنباوم (بالإنجليزي : [Jonathan Rosenbaum] من مواليد 27 فبراير 1943) ناقد ومؤلف سينمائي أمريكي وكاتب وواحد من أهم النقاد الأمريكيين ومن أساتذة النقد في العالم . كان روزنباوم الناقد السينمائي الرئيسي في صحيفة قارئ شيكاغو من عام 1987 إلى إلى تقاعده في عام 2008. نشر وحرر العديد من الكتب حول السينما , عموماً هو من أعظم النقاد في التاريخ وأكثرهم دراية .
بخصوص روزنباوم ، قال مخرج الموجة الفرنسية الجديدة المخرج الكبير جون-لوك جودار ، "أعتقد أن هناك ناقد سينمائي جيد جدًا في الولايات المتحدة اليوم ، خليفة جيمس آغي ، وهو جوناثان روزنباوم. إنه أحد الأفضل ؛ نحن لا نفعل ذلك" لدينا كتاب مثله في فرنسا اليوم ، إنه مثل أندريه بازين ".

## حياته
نشأ روزنباوم في فلورنسا ، ألاباما ، حيث امتلك جده سلسلة صغيرة من دور السينما. كان منزل طفولته هو روزنباوم هاوس الذي صممه فرانك لويد رايت . عندما كان مراهقًا ، التحق بمدرسة بوتني في بوتني ، فيرمونت ، حيث كان من بين زملائه الممثل والاس شون .  تخرج من بوتني عام 1961.
طور روزنباوم اهتمامًا مدى الحياة بموسيقى الجاز عندما كان مراهقًا واستمر في الإشارة إليها بشكل متكرر في نقد فيلمه. التحق بكلية بارد ، حيث عزف على البيانو في فرقة هواة لموسيقى الجاز تضمنت ممثلين مستقبليين تشيفي تشيس كعازف طبول وبليث دانر كمطرب.  درس الأدب في براد بنية أن يصبح كاتبًا. من بين أساتذته كان هناك الفيلسوف الألماني هاينريش بلوخر ، الذي كان لتدريسه تأثير خطير على روزنباوم.  بعد تخرجه من المدرسة ، انتقل إلى نيويورك وتم تعيينه لتحرير مجموعة من أفلام النقد، والتي كانت أول غزوة له في الميدان.
انتقل روزنباوم إلى باريس في عام 1969، لفترة وجيزة يعمل مساعد للمخرج الكوميدي الكبير جاك تاتي والظهور في فيلم المخرج الكبير روبير بريسون أربع ليال من الحالم. أثناء إقامته هناك ، بدأ في كتابة النقد السينمائي والأدبي لـ صوت القرية و تعليق الفيلم و البصر والصوت .  في عام 1974 ، انتقل من باريس إلى لندن ، حيث مكث حتى مارس 1977 ، عندما عرض عليه ماني فاربر منصبًا تدريسيًا لمدة فصلين دراسيين في جامعة كاليفورنيا ، سان دييغو . كان لفاربر تأثير كبير على انتقادات روزنباوم ، لكن الاثنين لم يلتقيا حتى وصل الأخير إلى سان دييغو .
أثناء التدريس في جامعة كاليفورنيا ، شارك في منزل مع صانع الأفلام لويس هوك والناقد ريموند دورجنات .  قرب نهاية مهمته التدريس هناك، حصل على الصندوق الوطني للفنون تمنح ، مما أدى إلى كتابة كتابه نشرت لأول مرة، نقل الأماكن .  عاد روزنباوم بعد ذلك إلى نيويورك ، وشارك في البداية شقة مع الناقد المستقبلي في فيلادلفيا إنكوايرر كاري ريكي ، وهي طالبة سابقة في مدرسة فاربر.

## وصلات خارجية
موقعه الرسمي
في الطماطم الفاسدة